# گوش شالوم

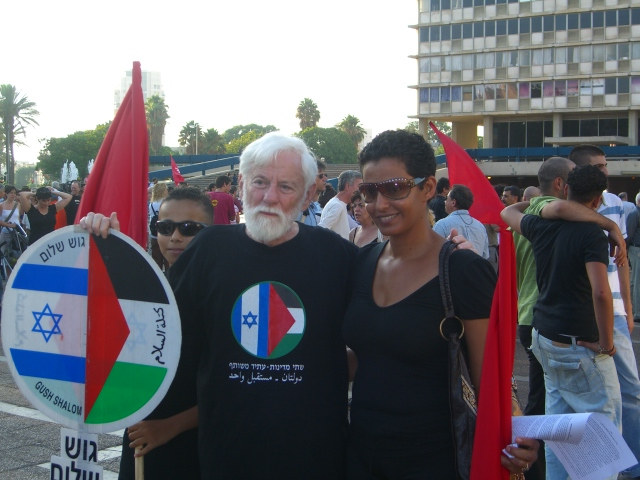
اوری آونری (سمت چپ) در تجمع هدش علیه جنگ اسرائیل با لبنان، (تاریخ ۲۶ ژوئیهٔ ۲۰۰۶)

گوش شالوم (عبری: גוש שלום، به معنای ائتلاف صلح) یک گروه صلح‌طلب چپگرای اسرائیلی است. این گروه در سال ۱۹۹۳ توسط آوری آونری تأسیس شد و هنوز تحت رهبری اوست. گوش شالوم با تسلط اسرائیل بر کرانه باختری و نوار غزه مخالف است. این گروه هدف خود را ترغیب افکار عمومی اسرائیل به سوی صلح و آشتی با فلسطینیان می‌داند و برای صلح، پایان‌یافتن تسلط اسرائیل بر کرانهٔ باختری، و پذیرفتن حق بازگشت فلسطینیان را از اصول لازم می‌داند.